# Louis Zukofsky
Louis Zukofsky (23. ledna 1904 – 12. května 1978) byl americký básník. Byl jedním ze zakladatelů a primárním teoretikem skupiny básníků zvané objektivisté. Velmi ovlivnil následné generace básníků v Americe i v zahraničí.

## Život
Zukofsky se narodil v New Yorku v Lower East Side litevským židovským rodičům. Jeho otec Pinchos (ca 1860–1950) a matka Chana (1862–1927) byli oba silně věřící, vyznávali ortodoxní judaismus. Na toto tradiční pojetí víry Zukofsky brzy rezignoval. Pinchos emigroval do Spojených států v roce 1898, v New Yorku pracoval jako žehlič kalhot a noční hlídač. Pro svou rodinu mohl poslat až v roce 1903.
Louis byl jediným jejich dítětem narozeným v Americe. Jako dítě mluvil pouze jidiš. V jidiš překladech zhlédl v divadlech na Bowery hry Shakespeara, Ibsena, Strindberga nebo Tolstého. Četl básníka H. W. Longfellowa, jeho báseň The Song of Hiawatha (Píseň o Hiawathovi) a hru řeckého dramatika Aischyla Prometheus Bound. S angličtinou se v podstatě setkal až když začal chodit do školy. Byl výborný student, už v jedenácti letech četl Shakespeara v originále.
Jeho rodina byla chudá, a přestože mohl navštěvovat veřejnou vysokou školu v New Yorku, jeho rodiče jej poslali na drahou Kolumbijskou univerzitu, kde studoval filozofii a angličtinu. Někteří jeho učitelé a vrstevníci se stali důležitými postavami kultury, jmenovitě Mark Van Doren, americký básník, spisovatel a kritik, John Dewey, John Erskine nebo Lionel Trilling. Připojil se k Boar's Head Society (studentský spolek na Kolumbijské univerzitě, zaměřený na čtení a komentování vzájemných prací) a psal pro literární časopis Morningside. Pro získání vysokoškolského titulu byla požadována zkouška z tělesné výchovy, kterou Zukofsky nesložil. Absolvoval s titulem M.A. (Master of Arts) za angličtinu v roce 1924.
Jeho diplomovou prací byla nejranější verze jeho dlouhé eseje Henry Adams: A Criticism in Autobiography (Henry Adams: Kritika v autobiografii); jeho fascinace Henry Adamsem přetrvávala po dlouhou dobu. Adamsova pozdní a poněkud těžko srozumitelná myšlenka na postup fází v historii Zukofského velmi ovlivňovala a forma jeho eseje o Adamsovi, která obsahuje drtivou většinu citací z Adamsových prací, ukazuje Zukofského zralé kompoziční metody jak v kritice tak v poezii, kde používání citací tvoří základ jeho tvorby.
Poezii začal Zukofsky psát už na univerzitě a připojil se zde k vysokoškolské literární společnosti. Vydával své básně ve studentských časopisech jako The Morningside. Jedna jeho raná báseň byla vydána v magazínu Poetry, který vycházel v Chicagu. Za nejdůležitějšího žijícího básníka svého mládí považoval Ezra Poundu. V roce 1927 mu poslal svou báseň Poem beginning „The“. Báseň byla adresována převážně básníkově matce a byla zčásti parodií na T. S. Eliotovu The Waste Land (Ztracená země). V kontrastu s Eliotovým pesimistickým pohledem na moderní svět, Zukofsky vidí jasnou budoucnost pro západní kulturu, jeho předpoklad je založen na víře Zukofského v energii, kterou noví přistěhovalci přivezli do Spojených států a vidí ji také v ruské Říjnové revoluci. Pound byl básní ohromen a publikoval ji o rok později v magazínu Exile. Zukofsky dále zapůsobil na Pounda napsáním první analýzy jeho dlouhé, neúplné básně o 116 sekcích The Cantos v roce 1929. Tehdy nebylo dílo ještě dokončené, Pound na básni pracoval mezi lety 1915 až 1962. Poté přesvědčil Harriet Monroe, chicagskou vydavatelku magazínu Poetry, aby pro Zukofského editovala zvláštní vydání, což se uskutečnilo v únoru 1931.
V roce 1934 Zukofsky dostal nabídku na spolupráci ve Works Projects Administration (WPA). Pracoval na projektu Index of American Design, mapující historii americké materiální kultury. Pracoval zde až do ukončení projektu v roce 1942. V roce 1933 potkal Celii Thaew, kterou si o šest let později vzal. Jejich syn Paul Zukofsky (narozen v roce 1943), se stal prominentním avantgardním houslistou a dirigentem. V Zukofského životě po propuštění z WPA následovalo krátké období, kdy pracoval jako pomocný učitel a asistent laboratoře na Brooklyn Technical High School, kde editoval učebnice a technické manuály orientované na armádu u Hazeltine Electronics Corporation (1943–1944), Jordanoff Corporation (1944–1946) a Techlit Corporation (1946–47). V roce 1947 začal pracovat jako instruktor v anglickém oddělení Polytechnic Institute of Brooklyn (dnes Tandonova inženýrská škola Newyorské univerzity, běžně označovaná jako Tandon, anglicky The New York University Tandon School of Engineering), kde pracoval až do roku 1965. Institut opouštěl s titulem docent. Jako učitel byl Zukofsky velmi zdrženlivý k očekávanému růstu bohatství, propagačním akcím a k placené dovolené přiznávané vysokoškolským učitelům ke studiu nebo cestování. Mnoho ze svých studentů charakterizoval jako děti,... které nedokáží posedět. Přestože ostře kritizoval ty, kteří chtěli studenty příliš ovládat, pomáhal radou klubu přátel poezie na univerzitě a umělecky založeným studentům představil tehdejší obskurní díla jeho přátel Niedeckera a Reznikoffa.
V říjnu 1973 se Zukofsky přestěhoval z Brooklynu, kde bydlel třicet let do Port Jeffersonu v New Yorku, kde dokončil svou velkou báseň „ A “ a další práce, hlavně vysoce komprimovanou 80 Flowers inspirovanou manželčinou zahradou. Když v Port Jeffersonu dne 12. května 1978 Zukofsky zemřel, měl vydaných 49 knih, včetně poezie, krátké beletrie a kritických esejů. V roce 1967 a 1968 vyhrál a dostal grant v National Endowment for the Arts (Národní nadace pro umění), v roce 1976 pak dostal grant National Institute of Arts and Letters (Národní institut umění a dopisů) a od newyorské vysoké školy Bard College v roce 1977 obdržel čestný doktorát.
Obtížnost Zukofského pozdější poezie odcizila jeho práci mnoha kritikům a dokonce i některým z jeho bývalých přátel. Zukofsky se hořce hádal s Georgem Oppenem poté, co Oppen obvinil Zukofského z používání nejasností a nezřetelností jako taktiky. Ale šedesátá a sedmdesátá léta také přinesla Zukofskému určitý stupeň veřejného uznání, kterého se mu nikdy předtím nedostalo. Vlivný učenec Hugh Kenner se stal jeho blízkým přítelem a obhájcem jeho práce. Takoví významní básníci jako Robert Duncan a Robert Creeley svědčili o významu Zukofského jako o tvůrci odvážného experimentálního psaní.

## Politika
V mládí Zukofského zaujaly myšlenky marxismu. Během univerzitního studia ho jeho přítel Jay Vivian Chambers, známý jako Whittaker Chambers přemlouval ke vstupu do Komunistické strany USA. Není ovšem jasné, zda se skutečně k této straně připojil. Zatímco se přátelil s členy strany a publikoval v Party-associated magazines, styl jeho poezie byl rozhodně velmi avantgardní. V kruzích strany nenašel tento styl žádné porozumění. Přestože se Zukofsky považoval za marxistu alespoň do konce třicátých let, zaměření jeho práce po roce 1940 se změnilo, bylo zaměřeno spíše na tuzemskou než na světovou politiku. Mnohem později prohlašoval, že četba Edwarda Gibbona Decline and Fall of the Roman Empire (Pokles a pád římské říše)  jej nakonec odvrátil od Marxova učení.

## Poezie

### Objektivismus
Pound byl ohromen Zukofského Poem beginning „The“ a podporoval jeho práci. Kontaktoval jej s jinými podobně smýšlejícími básníky, včetně Williama Carlose Williamse. Oba básníci se významně vzájemně ovlivňovali a Williams pravidelně posílal své nové básně Zukofskému za účelem úpravy a zdokonalování. Zukofsky byl jedním ze zakladatelů skupiny básníků Objektivistů a časopisu To Publishers, pozdější The Objectivist Press, společně s Charlesem Reznikoffem a Georgem Oppenem. Díky Poundově naléhání také editoval Objectivist issue of Poetry, kde vytvořil definici dvou charakteristik poezie Objektivistů: upřímnost a objektivnost. Další básníci, kteří se připojili k této skupině byli kromě Williama Carlose Williamse Basil Bunting, Lorine Niedecker, Rak Raki, Charles Reznikoff a Kenneth Rexroth.

### „A“
Zukofského stěžejní dílo je epická báseň „A“. Nikdy ji neuváděl bez uvozovek. Práci na básni začal v roce 1927 a pracoval na ní do konce života, byť s přestávkou mezi roky 1940 a 1948. Báseň je rozdělena do 24 sekcí, které mají odrážet hodiny dne. Prvních 11 sekcí obsahuje spoustu zjevně politických pasáží, ale propojují se s formou znepokojení a modely, které se pohybují od středověkých italských canzone přes sonety k volnému verši a hudbě Johanna Sebastiana Bacha. Zvláště sekce „A“ psané krátce před druhou světovou válkou jsou jasně politické: Sekce 10 například, publikovaná v roce 1940, je intenzivní a děsivá odezva na pád Francie.
Tón básně se mění v sekci 12, tento oddíl je delší než prvních 11 částí dohromady. Zukofsky komentuje okamžiky ze svého rodinného života a oslavuje svou lásku ke své ženě Celii a synovi Paulovi. Odtud se v  „A“  proplétá motiv politický, historický a osobní ve větším či menším měřítku. Rozsáhlé využití hudby v této práci odráží význam spolupráce Zukofského s manželkou a synem, oběma profesionálními hudebníky. Báseň „A“ rostla často obtížně a dokonce excentricky (sekce 16 je pouze čtyři slova dlouhá). Úplná báseň, 826 stran dlouhá začíná slovem „A“ a končí slovem Sion, byla vydána v roce 1978.

### Problém asimilace
Toto téma bylo srdci Zukofského jako dítěti imigrantů obzvláště blízké. Zukofsky ukazuje problém vzdělaného, socializovaného a ateistického básníka, který ztrácí spojení se svou náboženskou a rodinnou kulturou. Toto téma se také objevuje v pátém poutavém verši básně Autobiografie adresovaném jeho matce: Kdyby koně mohli zpívat Bacha, matko, – / Pamatuji, jak sis to jednou přála – / Teď tě políbím, jako někdo kdo nikdy nemohl zpívat Bacha, nikdy nečetl Shakespeara. Poslední části Autobiografie vyjadřují Zukofského strach z trvalého odcizení od jeho výchovy a tradice jako hořký triumf úspěšné asimilace:Keine Kadish wird man sagen. Řádky jsou variace na báseň Heinricha Heina Gedächtnisfeier (Památník): Keine Messe wird man singen, / Keinen Kadosch wird man sagen, / Nichts gesagt und nichts gesungen / Wird meinen Sterbetagen. (Žádnou mši nebude někdo zpívat / Ani Kaddish nebude někdo říkat, / Nic nebude řečeno a nic nebude zpíváno / Úmrtní den, den mé smrti.

### Kratší básně, překlady a další spisy
Zároveň s  „A“  Zukofsky pokračoval v psaní kratších básní po celý svůj život. Některé z nich vyjadřují formu politického a společenského znepokojení. Jiné, delší, zahrnují více osobních textů, včetně série Valentýna, věnované Celii. První publikace těchto kratších básní vyšla v roce 1941 pod názvem 55 Poems. Zukofsky pokračoval v psaní a publikování kratších básní, které byly nakonec vydány ve sbírce All: The Collected Short Poems, 1923–1964  (1971). Pokračoval také v psaní kritických esejů, některé z nich vyšly ve sbírce Prepositions: The Collected Critical Essays of Louis Zukofsky(1968) a studie Bottom: On Shakespeare (1963), která byla doprovázena druhým svazek obsahujícím pohled Celie Zukofsky na Shakespearovu hru  Pericles, Prince of Tire. Jeho beletrie zahrnuje Ferdinand (1968) a román Little: For Careenagers (1970) o mladých houslistech (zázračných dětech), který je inspirován jeho synem. Napsal také hru Arise, Arise (1962/1973) a v roce 1969 mimořádný soubor homofonní překlad Catulla, kde se pokoušel replikovat spíše zvuk než překlad originálu do angličtiny. Zukofskému překlad poskytoval příležitost nikoli pro své skromné vzdělání, ale také pro technický tour de force.
Zukofského A Test of Poetry byla učebnicová antologie s kritickým komentářem Poundova ABC Reading. (ABC of Reading je kniha Ezra Poundy, publikovaná v roce 1934, ve které Pound vymezuje přístup, podle něhož může člověk ocenit a pochopit literaturu zaměřenou především na poezii.) I přes svůj název lze text považovat za vodítko k psaní poezie.

## Odkaz
Přes zaměření na objektivismus, který Zukofsky přijal jak hlavní poetické hnutí třicátých let, jeho vlastní práce nikdy dosáhla velkého uznání mimo literární kruhy, protože jeho poezie byla viděna jako temná, příliš experimentální a intelektuální. Zukofsky, spolu s jinými básníky skupiny Objektivistů, byl znovu objeven básníky Black Mountain poets (básníci, někdy zvaní projektivisté, což byla skupina amerických avantgardních či postmoderní básníků) a Beat poets v 60. a 70. letech 20. století. Americký básník, překladatel a vydavatel Cid Corman publikoval Zukofského dílo a jeho kritické komentáře ve svém časopise Origin koncem 50. let. V 70. letech ovlivnil Zukofsky mnoho básníků ze skupiny Language poets (jazyková poezie zdůrazňující čtenářovu roli), zvláště v jejich formalismu.
Oživení zájmu o Zukofského nastal v 21. století. V roce 2000 Wesleyan University Press u příležitosti blížícího se výročí narození Zukofského (1904) vydal The Wesleyan Centennial Edition of the Complete Critical Writings of Louis Zukofsky, kompletní soubor kritických spisů Louise Zukofskeho. Edice  „A“  jsou i nadále publikovány a rychle prodávány. Literární magazín Chicago Review (zima 2004/5) se Zukofskému věnoval: jeho korespondence s Williamem Carlosem Williamsem byla zveřejněna v roce 2003. V roce 2007 publikoval Shoemaker & Hoard Marka Scrogginse The Poem of a Life: A Biography of Louis Zukofsky, jedná se o analýzu celé básníkovy kariéry odvozené z rozsáhlého výzkumu archiválií a rozhovorů s přáteli, známými a rodinnými příslušníky Zukofského.
V roce 2009 poslal studentům a akademickým pracovníkům syn Louise Zukofského, Paul Zukofsky, majitel autorských práv Zukofského, otevřený dopis v němž píše: „obecně, z principu a pro váš vlastní dobrý pocit vás žádám, abyste přestali využívat dílo Louise Zukofského“. Paul Zukofsky v dopise požadoval, aby ho postgraduální studenti žádali o povolení citovat z děl jeho otce v jejich disertačních pracích (neobvyklá praxe), a dal jasně najevo, že takové povolení může odmítnout. V citaci z Edward Estlin Cummings (pravděpodobně bez povolení) uvedl, že věří, že učenci píšou hlavně z vlastního zájmu a že jejich tvrzení, že jejich studium by pomohlo zlepšit umělecký odkaz Louise Zukofského, bylo urážlivé:
Dokáži snad pochopit váš zavádějící zájem o literaturu, hudbu, umění atd. Váš zájem o Zukofského je mi trochu podezřelý, ale nakonec bych ho mohl přijmout. Mohu tleskat vaší touze získat práci, jakoukoli práci, ačkoli proč ve vámi zvoleném takzvaném povolání to jde mimo mně, ale jednu hranici nesmíte nikdy překročit, nikdy neříkejte, že mám vaší práci oceňovat, protože tím podporujete mého otce. Tímto způsobem si získáváte mé trvalé celoživotní nepřátelství. Vaše vlastní zájmy mohu pochopit, možná s nimi i souhlasím; ale podle e.e.cummings cituji Olafa: there is some s I will not eat.

Paul Zukofsky napsal v dopise, že jeho hlavním zájmem je získávat příjmy z vlastnictví autorských práv na otcovu práci, ne cenzurovat to, co by se mělo říkat. Také by se mohlo stát, že nějaké neočekávané potíže a náklady na psaní o Louisu Zukofskym ovlivní odkaz básníka.

### Poezie, próza, hry
- The Writing of Guillaume Apollinaire/Le Style Apollinaire (1934), spoluautoři: René Taupin, Sasha Watson, Jean Daive a Serge Gavronsky, University Press of New England, ISBN 0-8195-6620-9
- First Half of „A“ 9 (vytištěno soukromě, 1940)
- 55 Poems (1941)
- Anew (1946)
- Some Time: Short Poems (1956)
- Statements for Poetry (1958)
- Barely & Widely (1958)
- It Was (1959)
- „A“ 1–12 (1959, druhé vydání 1966 (UK), 1967 (US))
- Louis Zukofsky: 16 Once Published (1962)
- Arise, Arise (1962/1973)
- Bottom: On Shakespeare dva díly (Volume 2 is Celia Zukofsky's musical setting of Shakespeare's play Pericles) (1963)
- I's (Pronounced Eyes) (1963)
- Found Objects: 1962–1926 (1964)
- After I's (1964)
- Finally a Valentine: A Poem (1965)
- I Sent Thee Late (1965)
- Iyyob (1965)
- Little: An Unearthing (1965)
- All: The Collected Short Poems, 1923–1958 (1965)
- All: The Collected Short Poems, 1956–1964 (1966)
- „A“ 14 (1967)
- Fragment for Careenagers (1967)
- Ferdinand, Including „It Was“ (1968)
- „A“ 13–21 (1969)
- Catullus Fragmenta (hudba: Celia Zukofsky) (1968)
- Prepositions: The Collected Critical Essays of Louis Zukofsky (1968)
- Catullus (1969)
- The Gas Age (1969)
- Autobiography (básně převedené do hudby: Celia Zukofsky) (1970)
- Little: For Careenagers (1970)
- Initial (1970)
- All: The Collected Short Poems, 1923–1964 (1971)
- „A“ 24 (1972)
- „A“ 22 & 23 (1975)
- 80 Flowers (1978)
- „A“ (1978)
- Selected Letters of Ezra Pound and Louis Zukofsky (editor Barry Ahearn) (1987)
- Collected Fiction (1990)
- Complete Short Poetry (1991)
- Selected Poems (editor: Charles Bernstein) (2006)

### Ke stému výročí vydání kompletních kritických spisů
- A Test of Poetry (úvodní slovo: Robert Creeley) Complete Critical Writings – Vol. I (Wesleyan University Press, 2000)
- Prepositions+: The Collected Critical Essays (úvodní slovo: Charles Bernstein; editor a doslov: Mark Scroggins) Complete Critical Writings - Vol. II (Wesleyan University Press, 2001)
- Bottom: On Shakespeare (spoluautorka: Celia Thaew Zukofsky) Complete Critical Writings – Vol. III & IV (Wesleyan University Press, 2003)
- A Useful Art: Essays and Radio Scripts on American Design (úvodní slovo a editace: Kenneth Sherwood; doslov: John Taggart Complete Critical Writings-Vol. VI (Wesleyan University Press, 2003)
- Le Style Apollinaire:The Writing of Guillaume Apollinaire (úvodní slovo a editace: Serge Gavronsky; úvodní slovo: Jean Daive) Complete Critical Writings – Vol. V, dvojjazyčná edice (Wesleyan University Press, 2004)

### Dopisy a korespondence
- Pound/Zukofsky: Selected Letters of Ezra Pound and Louis Zukofsky (editor: Barry Ahearn) (Faber & Faber, 1987)[7]
- Niedecker and the Correspondence with Zukofsky 1931–1970 (editor: Jenny Penberthy) (Cambridge University Press, 1993)
- The Correspondence of William Carlos Williams & Louis Zukofsky (editor: Barry Ahearn) (Wesleyan University Press, 2003)

### Editor
- An 'Objectivists' Anthology (1932, spolu s Var Le Beaussetem)
- Test of Poetry (1948/1964)

## Vybrané překlady
Následující vydání přeložili do francouzštiny Serge Gavronsky a François Dominique:
- „A“ – 1–11 (Dijon: Editions Virgile, 2001).
- „A“ – 12 (Dijon: Editions Virgile, 2009).
- „A“ – 13–18 (Dijon: Editions Virgile, 2012).
- „A“ – 19–23 (Dijon: Editions Virgile, 2014).